# Skupina lip na Podlesí
Skupina lip na Podlesí je skupina památných stromů v osadě Podlesí, jižně od Kašperských Hor. Jedná se o dvě řady lip velkolistých (Tilia platyphyllos Scop.), které rostou v nadmořské výšce 750 m, s výškou stromů okolo 20 m a obvodem kmenů od 300 do 510 cm (měřeno 1992). Skupina lip je chráněna od 26. května 1992 pro svou biologickou, estetickou a historickou hodnotu.

## Památné stromy v okolí
- Javor klen na Podlesí (0,32 km jz.)
- Klen u Popelné (3,8 km vjv.)
- Lípa na Podlesí
- Leškovy lípy (2,4 km jz.)
- Lípy na Červené (2,4 km vsv.)
- Zhůřská jedle (1,7 km j.)